# 몬테스클라로스
몬테스클라로스(Montesclaros)는 스페인 카스티야라만차 지방의 톨레도도에 위치한 자치구이다. 2006년 인구 조사(INE)에 따르면, 몬테스클라로스의 인구는 406명이었다.
몬테스클라로스는 대리석 채석장으로 유명하다.

## 역사
정착 이전 몬테스클라로스 지역은 Higueruela de las Dueñas의 Anadinos라는 목초지였다. 몬테스클라로스는 1491년 2월까지 사람이 살지 않았는데, 그 이유는 카스티야의 총독 알바로 데 루나의 딸이자 부유한 상속인인 마리아 데 루나(María de Luna)로 인해 빌라라는 칭호를 얻었기 때문이다. 마리아 데 루나는 인근 산에서 일어나는 강도 사건과 살인 사건을 억제하고 싶었다. 나바모르쿠엔데 주민 15명이 몬테스클라로스로 이주할 권리를 얻었다.